# Johann Leonhard von Wutgenau
Johann Leonhard von Wutgenau (* 9. Mai 1690 in Kaltvorwerk; † 13. Oktober 1764 in Breslau) war der letzte kaiserliche Stadtkommandant von Breslau und nachmaliger preußischer Oberst und Regimentschef.

## Leben

### Herkunft

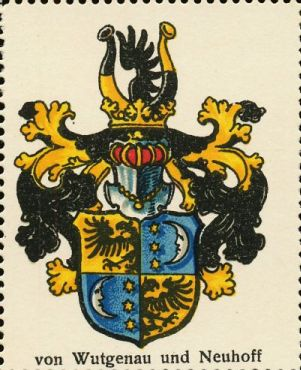
Wappen derer von Wutgenau

Wutgenau entstammte einer schlesischen, 1678 in den böhmischen Adelstand erhobenen Familie. Seine Eltern waren der Erbherr auf Kaltvorwerk Hans Heinrich von Wutgenau (1655–1730) und Helene Margarete Riedel von Löwenstern.

### Werdegang
Wutgenau war Erbherr auf Pühlau, Schleibitz und Dörndorf. Er war kaiserlicher Oberstleutnant und bis in den Ersten Schlesischen Krieg Stadtmajor von Breslau. Als der preußische König Friedrich II. 1741 in Breslau einrückte, ritt Wutgenau in der Annahme, die Neutralität Breslaus würde weiterhin respektiert, als Vertreter der Breslauer Stadtregierung dem Zug der Preußen voran. Mit der Besetzung Breslaus durch die Preußen endete die 500 Jahre lang bestandene Selbstregierung der Stadt. Wutgenau wurde zwar zum preußischen Oberst befördert, musste aber die Stadt verlassen.
Zunächst wurde er im Juni 1746 Kommandeur des Kalsowschen Regiments (Nr. 43), übernahm dann aber 1746 als Regimentschef des Infanterieregiments (Nr. 48) v. Wobeser und nahm Garnison in Minden. 1755 hat Wutgenau seinen Abschied bekommen.

### Familie
Wutgenau vermählte sich 1720 in Breslau mit der Ratsherrentochter Christiane Sophie von Tarnau (1698–1771). Aus der Ehe ging die Tochter Charlotte Wilhelmine (1727–1802) hervor, die letzte ihres Geschlechts war. Sie heiratete Christian Leopold von Koschembahr und Skorkau (1720–1780), Erbherr auf Ober- und Nieder-Ossen, Schwiegereltern von Heinrich Leopold von Forcade.